# Montalieu-Vercieu
Montalieu-Vercieu település Franciaországban, Isère megyében. Lakosainak száma 3508 fő (2022. január 1.). Montalieu-Vercieu Serrières-de-Briord, Villebois, Bouvesse-Quirieu, Charette és Porcieu-Amblagnieu községekkel határos.

## Népesség
A település népességének változása:
| Lakosok száma | 1842 | 2329 | 2076 | 2632 | 3280 | 3387 | 3368 | 3467 | 3516 | 3508 |
|               | 1968 | 1982 | 1990 | 2006 | 2013 | 2015 | 2017 | 2019 | 2020 | 2022 |